# The Captain and Me
The Captain and Me är Doobie Brothers tredje LP, släppt i mars 1973. Den blev gruppens framgångsrikaste platta och innehåller två av deras största hits, "Long Train Runnin' " och "China Grove".

## Låtar på albumet
1. "Natural Thing"  (Johnston) - 3:17
2. "Long Train Runnin' "  (Johnston) - 3:25
3. "China Grove"  (Johnston) - 3:14
4. "Dark Eyed Cajun Woman  (Johnston) - 4:12
5. "Clear as the Driven Snow  (Simmons) - 5:18
6. "Without You  (Hartman/Hossack/Johnston/Porter/Simmons) - 4:58
7. "South City Midnight Lady"  (Simmons) - 5:27
8. "Evil Woman"  (Simmons) - 3:17
9. "Busted Down Around O'Connelly Corners"  (Luft) - :48
10. "Ukiah"  (Johnston) - 3:04
11. "The Captain and Me"  Johnston - 4:53